# Yume Nikki
Yume Nikki (ゆめにっき, Droomdagboek) is een surrealistisch avontuur/horrorspel ontwikkeld door een Japanse spelontwikkelaar onder de pseudoniem Kikiyama. In het spel kan de speler de dromen verkennen van een hikikomori genaamd Madotsuki, waarin ze surrealistische wezens en locaties tegenkomen. Het spel was ontwikkeld met RPG Maker 2003, maar heeft weinig elementen die normaal gesproken met RPG's worden geassocieerd. Het primaire doel van het spel is het verzamelen van voorwerpen die 'effecten' worden genoemd, en die helpen met het verkennen van nieuwe gebieden en geheimen te ontdekken.
De eerste versie werd in juni 2004 als gratis online download uitgebracht en werd nog een aantal jaar daarna regelmatig geüpdatet, tot aan 2007. Het werd later op Steam uitgebracht door uitgever Playism in januari 2018. Een 3D-reboot, Yume Nikki: Dream Diary, werd de maand daarop uitgebracht.

## Gameplay
Spelers besturen een hikikomori genaamd Madotsuki (窓付き, letterlijk: met raam) in haar appartement, het enige gebied dat ze kan verkennen als ze wakker is.
Nadat Madotsuki in slaap is gevallen, begint ze te dromen. In eerste instantie lijkt haar droom op het appartement waarin ze zich ook bevindt als ze wakker is, met het verschil dat ze nu de kamer kan verlaten. Dit brengt Madotsuki naar een kruispunt met 12 deuren, die elk naar een andere wereld leiden. Deze 12 werelden zijn op hun beurt verbonden met een aantal andere werelden en vormen een groot en uitgestrekt gebied dat de speler kan verkennen. Het doel van het spel is dat de speler door deze droomwerelden navigeert om 24 objecten te vinden, bekend als "effecten". Deze effecten kunnen het uiterlijk van Madotsuki aanpassen en geven haar soms speciale krachten.
Er is geen manier om een game over in het spel te krijgen, hoewel er wezens zijn die de speler naar onontkoombare gebieden kunnen teleporteren, waardoor ze worden gedwongen om te ontwaken of een effect te gebruiken waarmee ze terugkeren naar het kruispunt.

## Ontvangst
Oorspronkelijk een weinig bekende game die populair werd op het Japanse forum 2channel, kreeg het spel een aanhang buiten Japan nadat een niet-officiële Engelse vertaling was uitgebracht.
Nadat het een cult-aanhang had gekregen op 2channel, nam de populariteit van het spel snel toe onder andere Japanse spelers. De eerste openbare release van het spel vond plaats op 26 juni 2004, als demo van een onvolledig spel. Bij elke opeenvolgende versie van 0.01 tot 0.09 werden geleidelijk nieuwe functies en inhoud geïntroduceerd, samen met bugfixes. De laatste versie, 0.10, bevatte algemene bugfixes en kwam op 1 oktober 2007 uit. Meer dan tien jaar later werd het spel op 10 januari 2018 op Steam uitgebracht door uitgever Playism.
Onafhankelijke spelontwikkelaar Derek Yu genoot van het spel, vergeleek het visuele thema ervan met dat van EarthBound en zei: "Het gebrek aan dialoog of enige 'actie' vervult me met dit vreemde gevoel van angst". Jenni Lada van Gamertell gaf het spel een recensiescore van 85/100. Ze prees het unieke uitgangspunt, de verschillende visuele stijlen en abstracte gameplay die een "droomwereldervaring" oproept. Lada merkte de geometrie van de droomgebieden op, die lussen en uitgangsloze kamers mogelijk maakt, en merkte op dat dit "kronkelend en verwarrend" zou kunnen zijn. Hoewel ze waarschuwde dat het niet bij iedereen in de smaak zal vallen vanwege "donkere of grafische beelden" en ze het einde teleurstellend vond, concludeerde ze dat Yume Nikki het waard was om te ervaren. Kotaku's John Jackson prees het spel om zijn etherische droomachtige setting en zijn niet-lineaire gameplay en zei: "Van alle spellen die over dromen gaan, is dit degene waarvan de ervaring er waarschijnlijk het dichtst bij in de buurt komt". Hij betoogt vervolgens dat de beperkingen van het spel en de uitgestrekte, ondefinieerbare architectuur de speler dwingen om hun omgeving en de betekenis van de kleinste acties en gebeurtenissen waarmee ze worden geconfronteerd, in twijfel te trekken.

## Impact
Het spel inspireerde talloze fangames met een vergelijkbare gameplay, zoals Yume 2kki (een onofficieel vervolg op Yume Nikki) en .flow. Het Yume Nikki Fan Game Archive heeft welgeteld 293 titels van fangames verzameld die in totaal 50.6 gigabyte groot zijn. Daarnaast was Yume Nikki de inspiratiebron voor een groot aantal originele indie-horror titels zoals Ib, Lisa: The First en Anodyne, en was het een van de inspiratiebronnen van Undertale.
Onder het merk "Project Yume Nikki" werd op het spel gebaseerde merchandise uitgebracht. Er is zowel een manga als een light novel uitgebracht gebaseerd op Yume Nikki. De light novel is getiteld Yume Nikki: Anata no Yume ni Watashi wa Inai, en is geschreven door Akira. De manga werd geïllustreerd door Hitoshi Tomizawa en werd van mei 2013 tot maart 2014 gepubliceerd in Takeshobo's webmanga-tijdschrift Manga Life Win+.
Een Vocaloid-album getiteld Yumenikki no Tame no Waltz werd uitgebracht op 27 april 2013. Een officiële soundtrack in twee delen, met alle originele nummers van het spel en tien arrangementen van de doujin-groep INFINITY∞, werd op 31 augustus 2014 in Japan uitgebracht door Glaive Music. Een tweedelige versie van de soundtrack werd in 2014 ook uitgebracht op iTunes en Amazon Music.
Een 3D-reboot van het spel, Yume Nikki: Dream Diary, werd op 23 februari 2018 voor Windows uitgebracht. Het is ontwikkeld door Active Gaming Media onder toezicht en met medewerking van Kikiyama, met enkele ongebruikte ontwerpconcepten uit het originele spel. Het werd onthuld na een aftelling van twee weken op de website van Kadokawa Corporation na de release van Yume Nikki op Steam. Het werd ook uitgebracht voor de Nintendo Switch op 21 februari 2019.